# Boa Ventura
Boa Ventura là một đô thị thuộc bang Paraíba, Brasil. Đô thị này có diện tích 132,136 km², dân số năm 2007 là 7045 người, mật độ 53,3 người/km².